# Corona jugoslava
La corona jugoslava è stata la versione temporanea della corona austroungarica sovrastampata a titolo provvisorio nei territori già asburgici della Jugoslavia dal 12 novembre 1918 al 1920.

## Storia
Alla fine della prima guerra mondiale, l'impero austro-ungarico si sfaldò dividendosi in varie nuove nazioni e cedendo territori ad altri stati. La parte sudorientale dell'impero (approssimativamente i territori delle odierne Slovenia, Croazia e Bosnia ed Erzegovina) si fuse con il Regno di Serbia ed il Montenegro per formare quello che inizialmente si chiamò Regno dei Serbi, Croati e Sloveni e più tardi assunse il nome di Regno di Jugoslavia.
Le banconote della corona jugoslava messe in circolazione furono ottenute tramite sovrastampa delle banconote di pari valore delle corone austroungariche. I tagli esistenti variavano da 10 a 1000 corone; quelli da 10, 20 e 50 corone erano di un unico tipo e riportavano la dicitura nelle tre lingue ufficiali del regno (Serbo, Croato e Sloveno), mentre i tagli superiori erano prodotti in tre versioni diverse, ciascuna monolingue in una delle lingue ufficiali.
In seguito, entrarono in circolazione anche banconote del tipo "corona su dinaro" che erano stampate come dinari serbi e sovrastampati come corone jugoslave, con un rapporto dei valori politicamente pari a 1 dinaro per 4 corone. I tagli esistenti erano compresi tra le 2 corone (stampate sul mezzo dinaro) e le 4000 corone (sui 1000 dinari). Furono anche stampate banconote direttamente in doppia valuta, ma unicamente per i tagli da 2 corone (½ dinaro) e 4 corone (1 dinaro). È tutt'oggi controverso tra gli studiosi se queste versioni bivaluta abbiano preceduto o seguito quelle sovrastampate.
Nel 1920 la corona fu infine sostituita dal dinaro serbo, ribattezzato come dinaro jugoslavo, mantenendo il già stabilito cambio di 1 dinaro per 4 corone.